# Elecciones legislativas de Ecuador de 1922
Las elecciones legislativas de Ecuador de 1922 se celebraron ese año para renovar a la Cámara de Diputados de Ecuador. 
Se eligieron 53 diputados, necesitando 42 votos para mayoría del Congreso en pleno junto a los 30 senadores electos en 1920. 
Acorde a la normativa de la época, los legisladores eran electos por nominación libre de los electores, sin auspicio partidista o limitaciones por provincia, por lo que en ocasiones un legislador era electo por varias provincias o para ambas cámaras. 

## Senadores
30 Senadores, 16 votos para mayoría de la Cámara del Senado.
| Provincia  | Senador                           |
| ---------- | --------------------------------- |
| Carchi     | Enrique Bustamante Lopez          |
| Carchi     | José Julián Andrade Gonzalez      |
| Imbabura   | Víctor Manuel Peñaherrera Espinel |
| Imbabura   | Rafael Gómez de la Torre Najera   |
| Pichincha  | Enrique Gangotena Jijon           |
| Pichincha  | Leopoldo Seminario Salvador       |
| León       | Angel M. Subia Urbina             |
| León       | Nicanor Hidalgo                   |
| Tungurahua | Augusto L. Naranjo Iturralde      |
| Tungurahua | Temístocles Terán Alvarez         |
| Chimborazo | David Betancourt                  |
| Chimborazo | José Ricardo Dávalos Larrea       |
| Bolívar    | Benjamín A. Terán Sanchez         |
| Bolívar    | Alberto Donoso Cobo               |
| Cañar      | Enrique Baquerizo Moreno          |
| Cañar      | Abelardo J. Andrade Andrade       |
| Azuay      | Ariolfo Carrasco Tamariz          |
| Azuay      | Honorio Vega Larrea               |
| Loja       | Manuel B. Cueva García            |
| Loja       | Reinaldo Samaniego Carrion        |
| El Oro     | Francisco Ochoa Ortiz             |
| El Oro     | Manuel A. González                |
| Guayas     | Luis Orrantia Cornejo             |
| Guayas     | José Eleodoro Avilés y Zerda      |
| Los Ríos   | Octavio G. Icaza Garcia           |
| Los Ríos   | Alberto Guerrero Martínez         |
| Manabí     | Juan Chavez Meza                  |
| Manabí     | Eduardo Blanco Acevedo            |
| Esmeraldas | Pedro Concha Torres               |
| Esmeraldas | Roque Cortes Ramos                |

## Diputados
53 diputados, 26 votos para mayoría de la Cámara de Diputados.
| Provincia  | Diputado                             |
| ---------- | ------------------------------------ |
| Carchi     | César Burbano Fierro                 |
| Carchi     | Modesto R. Grijalva Guerron          |
| Imbabura   | Alejandro de la Torre Moreno         |
| Imbabura   | Joaquin Sandoval Monge               |
| Imbabura   | Augusto N. Recalde                   |
| Pichincha  | Carlos A. Miño Grijalva              |
| Pichincha  | Abelardo Montalvo Alvear             |
| Pichincha  | Carlos Alberto Arteta Garcia         |
| Pichincha  | César Mantilla Jacome                |
| Pichincha  | Celio Enrique Salvador Quintana      |
| Pichincha  | Humberto Andrade Moreno              |
| León       | José Manuel Terán Coronel            |
| León       | Alberto Vasconez Velasco             |
| León       | Jose Vicente Maldonado Iturralde     |
| Tungurahua | César E. Torres Fernandez de Cordova |
| Tungurahua | Pablo Arturo Suárez Varela           |
| Tungurahua | Pedro Antonio Sanchez Lalama         |
| Chimborazo | Alfonso Freile Larrea                |
| Chimborazo | Pedro J. Dávalos                     |
| Chimborazo | Antonino Saenz Corral                |
| Chimborazo | Luis Fernando Vela Garcia            |
| Bolívar    | Augusto N. Veintimilla Vela          |
| Bolívar    | Manuel M. Benitez de la Peña         |
| Cañar      | Reinaldo Palacios Andrade            |
| Cañar      | Andrés F. Córdova Nieto              |
| Cañar      | César Tapia Abad                     |
| Azuay      | Agustín Salazar Bravo                |
| Azuay      | Dario Rogelio Astudillo Ochoa        |
| Azuay      | Antonio Borrero Vega                 |
| Azuay      | Reinaldo Crespo Guillen              |
| Azuay      | Ricardo Granda G.                    |
| Loja       | Juan Cueva Garcia                    |
| Loja       | Alberto Burneo Peña                  |
| Loja       | Rafael Maria Garcia                  |
| Loja       | Clotario Paz Paladines               |
| El Oro     | Francisco Ochoa Ortiz                |
| El Oro     | Juan T. Pazmiño B.                   |
| Guayas     | Carlos Arroyo del Río                |
| Guayas     | Felipe Avellan Gonzalez              |
| Guayas     | Juan de Dios Martínez Mera           |
| Guayas     | Belisario Hinojosa Bermeo            |
| Guayas     | Modesto Chavez Franco                |
| Guayas     | Alejo Mateus Amador                  |
| Los Ríos   | Primitivo Yela Montalván             |
| Los Ríos   | Felix Gonzalez Rubio                 |
| Los Ríos   | Jorge Tomás Larrea Alba              |
| Manabí     | Sergio Domingo Dueñas Mendoza        |
| Manabí     | Enrique San Lucas                    |
| Manabí     | Octavio Viteri Velasquez             |
| Manabí     | Sergio Enrique Alcivar               |
| Manabí     | Juan Pólit Cassard                   |
| Esmeraldas | Juan Cueva Garcia                    |
| Esmeraldas | Rosendo Santos Alarcón               |

Fuente: